# Ome (Italië)
Ome is een gemeente in de Italiaanse provincie Brescia (regio Lombardije) en telt 3100 inwoners (31-12-2004). De oppervlakte bedraagt 9 km², de bevolkingsdichtheid is 322 inwoners per km².

## Geografie
Ome grenst aan de volgende gemeenten: Brione, Gussago, Monticelli Brusati, Polaveno en Rodengo-Saiano

## Geboren
- Matteo Bono (1983), wielrenner